# Heide Schildknecht
Heide Schildknecht (Grevesmühlen, 10 agosto 1942) è un'ex tennista tedesca.
È conosciuta anche come Heide Orth.

## Carriera
In carriera ha vinto 4 titoli di doppio. Nei tornei del Grande Slam ha ottenuto il suo miglior risultato raggiungendo i quarti di finale di doppio a Wimbledon nel 1968 e nel 1971, e all'Open di Francia nel 1972 e nel 1974.
In Fed Cup ha disputato un totale di 15 partite, ottenendo 10 vittorie e 5 sconfitte.

## Statistiche

### Doppio

#### Vittorie (4)
| Numero | Anno           | Torneo                      | Superficie | Compagna       | Avversarie in finale             | Punteggio     |
| 1.     | 11 luglio 1971 | Swedish Open, Båstad        |            | Helga Masthoff | Ana María Arias Linda Tuero      | 6-2, 6-1      |
| 2.     | 11 giugno 1972 | WTA German Open, Amburgo    |            | Helga Masthoff | Wendy Overton Valerie Ziegenfuss | 6-3, 2-6, 6-0 |
| 3.     | 17 giugno 1973 | WTA German Open, Amburgo    |            | Helga Masthoff | Kristien Kemmer Laura Rossouw    | 6-1, 6-2      |
| 4.     | 15 luglio 1973 | Düsseldorf Open, Düsseldorf |            | Helga Masthoff | Evonne Goolagong Janet Young     | condiviso     |

#### Finali perse (2)
| Numero | Anno            | Torneo                       | Superficie | Compagna       | Avversarie in finale          | Punteggio |
| 1.     | 23 maggio 1971  | WTA German Open, Amburgo     |            | Helga Masthoff | Rosie Casals Billie Jean King | 2-6, 1-6  |
| 2.     | 20 gennaio 1973 | WTA Austrian Open, Kitzbühel |            | Helga Masthoff | Rosie Casals Billie Jean King | 2-6, 4-6  |